# Vila Nova (Goiânia)
Leste Vila Nova, também chamado de Vila Nova, é um bairro que se localiza na região central da cidade brasileira de Goiânia.
Um dos bairros mais antigos da cidade, surgiu após a ocupação de vários operários. A região abrigava os trabalhadores oriundos de outras regiões do Brasil que trabalhavam na construção de Goiânia. Outros bairros, como o Centro Oeste, Pedro Ludovico e Nova Vila também receberam esta categoria de moradores.
Vila Nova, hoje, é um acesso notório ao centro de Goiânia a partir de bairros das regiões leste e norte da cidade. A 5ª Avenida corta o bairro.
Segundo dados do Instituto Brasileiro de Geografia e Estatística (IBGE), divulgados pela prefeitura, no Censo 2010 a população do Vila Nova era de 16 460 pessoas.